# Tore André Flo
Tore André Flo, född 15 juni 1973 i Stryn, är en norsk före detta professionell fotbollsspelare (anfallare). Han är sedan 2022 tränare för Sogndal.
Mellan 1995 och 2004 spelade 76 matcher och gjorde 23 mål för det norska landslaget. Under klubblagskarriären spelade Flo bland annat i Chelsea FC, Rangers FC och AC Siena. Han blev utsedd till årets bästa norska fotbollsspelare när han fick motta Kniksenprisen 1998.
Hans bröder Jostein Flo och Jarle Flo och hans kusin Håvard Flo var också professionella fotbollsspelare. Han deltog i den norska versionen av Let's Dance, där han kom tvåa efter Lene Alexandra Øien i november 2008.
Han har arbetat som ungdomstränare i Chelsea.

## Meriter
Brann
- Tippeligaen: (Andra plats): 1997

Chelsea
- FA-cupen: 2000
- FA Charity Shield: 2000
- Coca-Cola Cup: 1998
- Uefa Super Cup: 1998
- Cupvinnarcupen: 1998

Rangers
- Scottish Cup: 2002
- Scottish League Cup: 2002

Leeds
- League One: (Andra plats efter kval): 2008